# MC Livinho
Oliver Decesary Santos (São Paulo, 11 de novembro de 1994), mais conhecido como MC Livinho ou simplesmente Livinho, é um cantor, compositor e ex-futebolista brasileiro que atuava como atacante. Seu último clube foi o Audax.
Livinho iniciou sua carreira na música em 2008, com o lançamento da canção "Origem", mas alcançou o primeiro reconhecimento apenas aos dezoito anos, em 2012, com a música "Mulher Kama Sutra". Tornou-se reconhecido pela mídia como um dos principais expoentes do estilo musical conhecido como funk ousadia, o qual se destaca pelo erotismo lírico e conotação sexual das canções.
A partir de 2016, começou a realizar gravações de canções sem a presença de palavras de baixo calão. Em janeiro do mesmo ano, lançou o seu primeiro trabalho, um EP homônimo, e em novembro, o seu primeiro álbum de estúdio, intitulado Vagabundo Romântico, produzido pela gravadora Radar Records. Entre as suas principais canções destacam-se "Bem Querer", "Tudo de Bom", "Cheia de Marra" e "Fazer Falta", sendo esta última a primeira canção de funk paulista a atingir o topo nacional das paradas do Spotify. Atualmente mantém vínculo com a gravadora GR6 Music.

## Biografia
Oliver nasceu em 11 de novembro de 1994, na cidade de São Paulo, no bairro Jardim Pedra Branca localizado na Zona Norte, e foi ligado à música desde sua infância. Segundo fontes, a mãe o incentivava a investir na MPB, pois era fã de artistas como Maria Gadú, Ana Carolina, Chico Buarque e Djavan.
Iniciou a carreira musical como violinista em uma igreja em que frequentava no interior de São Paulo na cidade de Vargem, no ano de 2003, executou músicas no recinto até o ano de 2008, e segundo o próprio artista, "já estava tocando com uma boa noção de orquestra e nota". No entanto, ele acabou se afastando dos trabalhos, pois era considerada um rapaz de mau comportamento, não condizente com a posição que exercia na igreja. Após este fato, Oliver mudou de residência onde teve sua adolescência para o centro de São Paulo para morar com a avó, porém após cerca de seis meses, foi morar sozinho e iniciou trabalhando em uma LAN house para se manter.

## Carreira musical

### 2011–2015: Início e letras eróticas

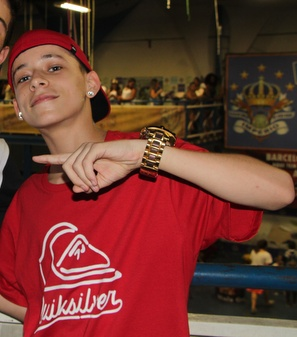
MC Pedrinho (imagem), artista que compôs "Se Prepara" com Livinho em 2014

Seu primeiro contato com o funk aconteceu aos quatorze anos, quando Oliver começou a cantar o funk tradicional. Aos dezesseis anos, decidiu seguir carreira no funk ostentação, no qual lançou várias músicas na internet, sendo a canção "Origem" a primeira. No entanto, acabou não investindo nesse segmento e resolveu inovar com um novo estilo de funk, que o próprio intitulou como "romântico erótico". Ao mesmo tempo que compunha as músicas de funk ostentação, Livinho trabalhava como garçom no bairro Água Branca, até engrenar na carreira musical.
Seu primeiro sucesso em nível nacional foi a canção "Mulher Kama Sutra", lançada em 2012 e posteriormente remasterizada e relançada como um videoclipe com uma versão light pelo produtor Tom Produções. A música se baseava em um refrão com teor sexual, relacionado ao livro Kama Sutra. No ano seguinte, Livinho alcançou aclamação nacional com o lançamento das canções "Pepeca do Mal" e "Picada Fatal", inserindo o humor junto ao erotismo. A música "Picada Fatal" foi alvo de polêmicas, por ter utilizado de um sampler da canção "Bibbidi-Bobbidi-Boo", presente na trilha sonora do filme Cinderela, da Disney. Livinho participou da canção "Se Prepara" de MC Pedrinho, a qual foi recebida negativamente pela mídia pelo seu teor explícito, visto que MC Pedrinho tinha apenas onze anos na época da gravação da música. Seu segundo videoclipe foi lançado no final de 2014, intitulado "Bela Rosa", produzido pelo KondZilla, seguindo a mesma temática das canções anteriores.
Em seus shows, que duravam de 15 a 20 minutos e com cachê de cerca de 18 mil reais, tornou-se um dos primeiros artistas do gênero em que suas fãs cantavam copiosamente suas canções. Na maioria das suas apresentações do ano de 2015, Livinho chamava uma mulher da plateia e cantava ajoelhado a ela versos de suas canções. Segundo o cantor, este estilo de canção inseria mais melodia ao funk, e trazia um diferencial ao utilizar disfemismos para os órgãos sexuais, como "bilau" para pênis e "pepeca" para vagina. Apesar do teor sexual das suas músicas, Livinho afirmou que continuava a ser evangélico e que lia frequentemente autores como Cecília Meireles e Casimiro de Abreu. Ao ser indagado sobre seu estilo lírico em uma entrevista no site G1, Livinho afirmou que preferia ser direto no assunto: "O Michel Teló, por exemplo, canta: ‘vou te esperar, na minha humilde residência, pra gente fazer amor’. Eu não, eu canto o que realmente acontece entre quatro paredes." A revista Veja considerou, em uma reportagem sobre o artista, que o estilo de música de Livinho influenciou a cantores deste subgênero, popularmente conhecido como funk ousadia, tornando-se o substituto do funk ostentação.

### 2016: Mudança no estilo e projeção nacional
No início do ano de 2016, com o lançamento da canção "Tudo de Bom", Livinho pôs fim às canções com conotações sexuais, alegando que não gostaria de ver crianças repetindo versos de suas músicas para seus pais. A mudança no lírico de suas canções, aliada à uma exposição corporal com fotos no Instagram tornou o artista um dos principais cantores de todos os gêneros no país. Nesse mesmo período, disponibilizou no iTunes o seu primeiro trabalho, um EP homônimo, o qual conteve nove faixas, sendo que em nenhuma delas foram utilizadas palavras de baixo calão.

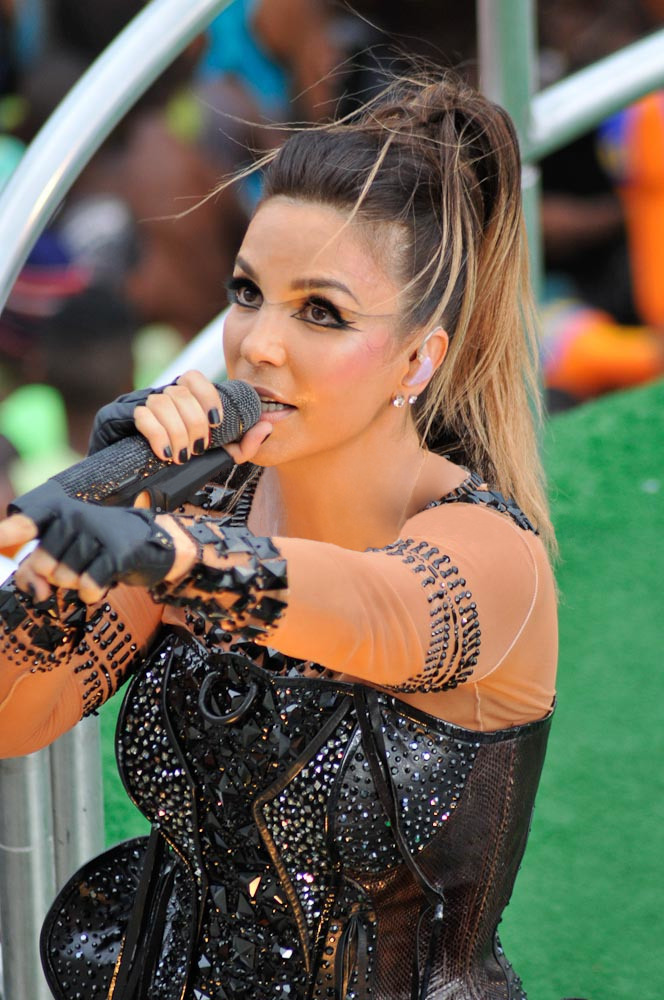
Ivete Sangalo (imagem), artista que compôs "Cheguei para te Amar" com Livinho em 2017

Em maio, lançou o videoclipe da canção "Cheia de Marra", a qual tornou-se a primeira música de funk a ultrapassar os duzentos milhões de acessos no YouTube. Em 7 de setembro do respectivo ano, Livinho foi entrevistado por Danilo Gentili no programa The Noite, do SBT, no qual explanou os principais acontecimentos da sua carreira. No mês de novembro daquele ano, o artista realizou o lançamento do seu primeiro álbum de estúdio, intitulado Vagabundo Romântico. Disponibilizado no formato de download digital e em cópia física, ele foi distribuído pela gravadora Radar Records e incluiu doze de suas principais faixas do último ano. Em dezembro, Livinho lançou o videoclipe da canção "Meu Copo", a qual atraiu a atenção da mídia pelo motivo do artista afirmar que investiu aproximadamente quinhentos mil reais para a gravação do material.
Em junho de 2017, Livinho lançou a canção "Bandida", em parceria com o cantor de pagode Péricles, a qual foi teve boas recepções da mídia pela mistura entre os estilos musicais de ambos. No mesmo mês, lançou a canção "Fazer Falta", a qual em uma semana tornou-se a canção mais executada no Brasil na plataforma Spotify, além de alcançar posições nas paradas de Portugal e do Paraguai. O sucesso do single fez com que Livinho fosse alvo de notícias em sites da mídia, como um dos principais expoentes do gênero do funk. Quando convidado a escutar essa canção durante uma entrevista para o site Deezer, o cantor canadense Shawn Mendes chegou a comparar Livinho com Drake, o chamando de "Drake brasileiro".
Envolveu-se em uma polêmica no mês de agosto do mesmo ano, quando lançou a canção "Covardia", recebendo inúmeras críticas em redes sociais pelo trecho "vou abusar bem dessa mina/ toma, toma pica, tranquilinha", com acusações de apologia ao estupro e machismo. Dois dias após o lançamento da canção, o artista se defendeu afirmando que ocorreu uma falha na interpretação da intenção dele ao utilizar tais palavras. O caso foi comparado ao do cantor Biel, que também envolveu-se em uma polêmica após ser acusado de assédio sexual com uma repórter.
No mesmo mês, a cantora Ivete Sangalo anunciou que estaria gravando uma música em parceria com Livinho. Ela foi lançada em outubro durante uma edição do programa Vídeo Show, da Rede Globo, intitulada "Cheguei para te amar", a música utiliza uma mistura de ritmos musicais como o zouk e o reggaeton.
Livinho participou do projeto de DJ Marlboro intitulado Ragafunk, o qual reuniu diversos artistas de funk carioca em canções que unem-no ao ragga e ao reggae. A canção "Esse Dom" obteve desempenhos satisfatórios nas paradas do Spotify no Brasil e também em Portugal.

## Carreira futebolística
Em dezembro de 2016, Livinho participou de uma tradicional partida amistosa de futebol entre as equipes do Santos de 1995 e 2002, na qual foi o autor de cinco gols e chamou a atenção da mídia pelas habilidades futebolísticas.
Oliver foi anunciado em janeiro de 2017 como o reforço do clube de futebol de sete do Audax, após receber convite do presidente do clube, Vampeta. O cantor treinou como todos os outros atletas e recebe o salário de R$ 10 mil, sendo que sua primeira partida oficial aconteceu em fevereiro diante da Penapolense, no entanto, não foram noticiadas mais participações nas partidas após este jogo.
Em março de 2020, foi anunciada a contratação de Oliver pelo Audax, desta vez no futebol de campo, onde iria reforçar a equipe para a disputa do Campeonato Paulista de 2020 - Série A2. O anúncio oficial aconteceu em 9 de março, no entanto, no dia seguinte, 10 de março, quando iria ocorrer a apresentação, o empresário de Livinho, "Rodrigo GR6", anunciou via Instagram que a carreira de futebolista do cantor estava encerrada por não conseguir conciliar com a carreira de cantor.
Em julho de 2021, MC Livinho foi anunciado como novo reforço do São Caetano. Fez sua estreia profissional no dia 17 de setembro, no empate de 1–1 do São Caetano com a Portuguesa, em jogo da 1ª rodada da Copa Paulista. Entrou aos 34 minutos do 2º tempo e teve uma boa atuação, tendo sofrido o pênalti que originou o gol do azulão na partida.

## Controvérsias e vida pessoal
Em julho de 2016, envolveu-se em uma confusão em um voo para Brasília, no qual discutiu com um outro passageiro e teve de sair do avião com escolta da Polícia Federal. Em novembro do mesmo ano, viu-se envolvido em um escândalo após atrasar-se três horas para um show que seria realizado na cidade de Divinópolis, Minas Gerais. Após uma reclamação de um fã, o artista supostamente o agrediu com um tapa no rosto.
Livinho foi detido em junho de 2017, após envolver-se em uma briga corporal com o dono de um quadriciclo na praia de Jericoacoara, localizada na cidade de Jijoca de Jericoacoara, Ceará. Após o fato, comunicou à imprensa que fazia uso de calmantes enquanto adolescente e que já havia sido expulso de várias escolas pelo mau comportamento. Em novembro, cancelou um show que faria na Arena do Grêmio, em Porto Alegre, após ter sido barrado pelos seguranças em seu próprio show, gerando protestos do cantor quanto à organização. Em dezembro do mesmo ano, o músico desceu do palco durante um show e agrediu a um homem que supostamente o xingava enquanto ele se apresentava em uma festa de formatura no Rio de Janeiro. Tal fato fez com que a participação do cantor no programa The Voice Brasil, da TV Globo, que teria sua final na quinta-feira seguinte, fosse cancelada.
O cantor mantém um relacionamento com Byanca Gabarron desde o ano de 2016. Em agosto de 2017, Byanca confirmou que estavam em um noivado.

## Discografia

### Álbuns

#### Álbuns de estúdio
| Álbum               | Detalhes                                                                                         |
| ------------------- | ------------------------------------------------------------------------------------------------ |
| Vagabundo Romântico | - Lançamento: 25 de novembro de 2016 - Formatos: CD, download digital - Gravadora: Radar Records |

#### Extended plays(EPs)
| Álbum      | Detalhes                                                                                   |
| ---------- | ------------------------------------------------------------------------------------------ |
| MC Livinho | - Lançamento: 22 de janeiro de 2016 - Formatos: Download digital - Gravadora: Independente |

### Singles
Como artista principal
| "Perigosa"                                                                      | 2015 | —  | — | MC Livinho                    |
| "Bem Querer"                                                                    | 2015 | —  | — | MC Livinho                    |
| "Bom Te Ver"                                                                    | 2015 | —  | — | MC Livinho                    |
| "Tudo de Bom"                                                                   | 2016 | —  | — | MC Livinho                    |
| "Mina Louca" (part. MC Davi)                                                    | 2016 | —  | — | Não adicionado à nenhum álbum |
| "Bandida" (part. Péricles)                                                      | 2016 | —  | — | Vagabundo Romântico           |
| "Cheia de Marra"                                                                | 2016 | 43 | 2 | Vagabundo Romântico           |
| "Tenebrosa"                                                                     | 2016 | —  | — | Vagabundo Romântico           |
| "Livinho Não Machuca"                                                           | 2016 | —  | — | Não adicionado à nenhum álbum |
| "Tchau e Bença" (part. MC Pedrinho)                                             | 2017 | —  | — | Não adicionado à nenhum álbum |
| "Pros Malas" (part. MC Lustosa)                                                 | 2017 | —  | — | Não adicionado à nenhum álbum |
| "Escorpiana"                                                                    | 2024 | —  | — | Não adicionado à nenhum álbum |
| "—" denota singles que não entraram nas paradas musicais ou não foram lançados. |      |    |   |                               |

Como artista convidado
| Título                                                 | Ano  | Álbum                         |
| ------------------------------------------------------ | ---- | ----------------------------- |
| "Cheguei Pra Te Amar" (Ivete Sangalo part. MC Livinho) | 2017 | Não adicionado à nenhum álbum |

#### Singlespromocionais
| Título                                 | Ano  | Álbum                         |
| -------------------------------------- | ---- | ----------------------------- |
| "Mulher Kama Sutra"                    | 2014 | Não adicionado à nenhum álbum |
| "Bela Rosa"                            | 2014 | Não adicionado à nenhum álbum |
| "Na Ponta do Pé"                       | 2014 | Não adicionado à nenhum álbum |
| "Na Vara"                              | 2014 | Não adicionado à nenhum álbum |
| "Para Todas as Meninas"                | 2015 | Não adicionado à nenhum álbum |
| "Só Cabuloso"                          | 2015 | Não adicionado à nenhum álbum |
| "Timbre da Minha Voz"                  | 2015 | Não adicionado à nenhum álbum |
| "Coração Valente" (part. MC Nego Blue) | 2016 | Não adicionado à nenhum álbum |
| "Fumaça e Luar"                        | 2016 | Não adicionado à nenhum álbum |
| "Minha Nega"                           | 2016 | Vagabundo Romântico           |
| "Instiga Bem"                          | 2017 | Não adicionado à nenhum álbum |